# Bite Me (bài hát)
"Bite Me" là một bài hát của nữ ca sĩ người Canada Avril Lavigne. Bài hát được phát hành vào ngày 10 tháng 11 năm 2021 thông qua hãng đĩa Elektra Records, đồng thời cũng là sản phẩm đầu tiên của Lavigne được phát hành bởi hãng đĩa DTA Records của Travis Barker. Đây là đĩa đơn đầu tiên từ album phòng thu thứ bảy của Lavigne, Love Sux (2022). Bài hát được các nhà chuyên môn nhận định là sự trở lại vói gốc gác pop-punk của nữ ca sĩ. "Bite Me" đạt vị trí thứ 63 trên bảng xếp hạng Canadian Hot 100 và vị trí thứ 61 trên bảng xếp hạng UK Singles Chart.

## Bối cảnh và phát hành
Avril Lavigne đã phát hành album phòng thu thứ sáu với tựa đề Head Above Water vào ngày 15 tháng 2 năm 2019, thông qua hãng đĩa BMG. Album được lấy cảm hứng từ hai năm Lavigne chống chọi với căn bệnh Lyme, khiến cô gần như nằm liệt giường và không thể biểu diễn. Tháng 9 năm đó, Lavigne bắt đầu chuyến lưu diễn Bắc Mỹ Head Above Water Tour để quảng bá cho album này – đây cũng là chuyến lưu diễn đầu tiên mà cô thực hiện sau 5 năm kể từ The Avril Lavigne Tour. Các buổi biểu diễn ở châu Âu vốn dự kiến bắt đầu vào đầu năm 2020 đã phải dời sang năm 2022 do những ảnh hưởng của đại dịch COVID-19 tại khu vực này.
Phát biểu với American Songwriter vào tháng 5 năm 2020, Lavigne cho biết cô đã bắt đầu phát triển các sản phẩm âm nhạc mới trong khoảng thời gian cách ly ở nhà vì đại dịch, đồng thời cũng hy vọng các sản phẩm này sẽ được phát hành trong năm 2021. Tháng 12 năm đó, Lavigne đăng một bức ảnh trên Instagram cá nhân, cho biết cô đang ở trong phòng thu cùng với Mod Sun và Machine Gun Kelly – điều này dẫn đến suy đoán rằng bộ ba đang làm việc cùng nhau cho một bài hát mới. "Flames", một bài hát của Mod Sun hợp tác với Lavigne, được phát hành vào ngày 8 tháng 1 năm 2021. Một tháng sau, Lavigne xác nhận trên Instagram rằng cô đã hoàn thành xong album mới và bài hát mới sẽ được ra mắt vào mùa hè cùng năm. Trong khi đó, nhà sản xuất John Feldmann – được biết đến với các sản phẩm cộng tác với Blink-182, All Time Low và Goldfinger – đã xác nhận với Wall of Sound rằng ông đang làm việc với Lavigne và album mới này sẽ "trở lại với gốc rễ pop punk của cô".

## Sáng tác và soạn nhạc
"Bite Me" là một bài hát pop punk được so sánh với tông nhạc từ các album phòng thu trước đó của Lavigne như Let Go (2002) và The Best Dam Thing (2007), cũng như chất nhạc của ban nhạc Paramore. Bài hát được viết ở bộ khoá Mi giáng trưởng, với nhịp độ 170 nhịp một phút. Về mặt ca từ, Lavigne mô tả "Bite Me" là "một bài ca về việc nhận thức giá trị bản thân cùng những gì bạn xứng đáng và không cho những người không xứng đáng với bạn được có cơ hội thứ hai". Lavigne cũng gọi ca khúc này là một câu trả lời "siêu ngổ ngáo" tới một người bạn trai đã nhận ra sai lầm và đang cố gắng hòa giải, để rồi cuối cùng vẫn bị từ chối.
Bài hát đã được một số ấn phẩm nhận định như một sự trở lại của Lavigne với thể loại nhạc pop punk. NME gọi "Bite Me" là "bản nhạc pop-punk của người yêu cũ", và Billboard thì miêu tả bài hát là một "bản nhạc nặng guitar và trống", với một "Lavigne giận dữ với người yêu cũ vì đã không đối xử đúng mực với cô, và cam kết rằng anh ta sẽ phải hối hận khi bị đuổi khỏi cuộc đời cô." 

## Phát hành và quảng bá
"Bite Me" được công bố vào ngày 5 tháng 11 năm 2021 khi Lavigne đăng liên kết lưu trước cùng với bìa đĩa đơn của bài hát trên Instagram và Twitter. Vào ngày 6 tháng 11, Lavigne đăng một video diễn tập trực tiếp của cô và Travis Barker kèm theo đoạn âm thanh của bài hát lên TikTok. Tại Hoa Kỳ, "Bite Me" đã được gửi đến đài phát thanh nhạc alternative vào ngày 16 tháng 11 năm 2021.

## Đánh giá chuyên môn
"Bite Me" đã nhận được những đánh giá tích cực khi phát hành, với George Griffiths của Official Charts Company mô tả nó là một "sự trở lại đầy tự tin với vị trí trị vì dòng nhạc pop punk của 'motherf**king princess'" và bình luận: "quả là một bất ngờ đáng yêu khi thấy âm nhạc của Avril tươi mới như thế nào. Giọng hát của cô sắc nét và rõ ràng ở phần điệp khúc của bài hát; như thể cô chưa hề già đi một ngày nào kể từ ngày đầu tiên cô ra mắt 'Complicated'." Viết cho The A.V. Club, Tatiana Tenreyro cho rằng đây là "bài hát gần gũi nhất với một Lavigne mà những người hâm mộ đời đầu đã yêu quý khi cô bắt đầu sự nghiệp. Đó không chỉ là sự trở lại lớn của pop punk mà còn mang âm hưởng hoài cổ một cách thú vị."  Bình luận trên Gay Times, Conor Clark đã so sánh "Bite Me" với album phòng thu thứ ba của Lavigne The Best Dam Thing (2007) và nhận xét: "Bài hát mới dữ dội của Avril là một lời nhắc nhở về lý do tại sao cô ấy và sẽ luôn là Nữ hoàng của pop punk." 

### Danh sách cuối năm
| Ấn phẩm      | Hạng | Nguồn  |
| ------------ | ---- | ------ |
| Billboard    | 68   | [ 29 ] |
| Exclaim!     | 7    | [ 30 ] |
| Glamour      | —    | [ 31 ] |
| Loudwire     | 21   | [ 32 ] |
| Marie Claire | —    | [ 33 ] |
| PopBuzz      | 49   | [ 34 ] |
| Spin         | 13   | [ 35 ] |
| The Tab      | 36   | [ 36 ] |

## Diễn biến xếp hạng
"Bite Me" là bài hát đầu tiên của Lavigne xuất hiện trên bảng xếp hạng Billboard Global 200 – ở vị trí thứ 133 – với 20 triệu lượt stream toàn cầu trong 9 ngày đầu phát hành.
Tại thị trường Canada, "Bite Me" ra mắt ở vị trí thứ 63 trên bảng xếp hạng Canadian Hot 100, trở thành bài hát thứ 19 của Lavigne lọt vào bảng xếp hạng này. Bài hát cũng đạt vị trí thứ 11 trên bảng xếp hạng Billboard Canada Digital Song Sales. Đĩa đơn đã được hiệp hội Music Canada chứng nhận đĩa Vàng sau bốn tháng phát hành với 40.000 đơn vị tiêu thụ. Tại Hoa Kỳ, "Bite Me" ra mắt ở vị trí thứ 25 trên bảng xếp hạng US Bubbling Under Hot 100, và sau hai tháng, bài đạt vị trí xếp hạng cao nhất là 20 cũng như đạt vị trí thứ 13 trên bảng xếp hạng US Hot Rock & Alternative Songs. "Bite Me" cũng ra mắt trong top 10 của bảng xếp hạng US Billboard Rock Digital Songs với vị trí thứ 6, cùng với vị trí thứ 22 trên bảng xếp hạng US Digital Song Sales và vị trí thứ 12 trên bảng xếp hạng US Hot Alternative Songs. Tại Vương quốc Anh, "Bite Me" ra mắt ở vị trí 61 trên bảng xếp hạng UK Singles Chart với 7.511 đơn vị tiêu thụ, trở thành bài hát thứ 18 của Lavigne lọt vào bảng xếp hạng này cũng như là thành tích tốt nhất của nữ ca sĩ trên bảng xếp hạng kể từ đĩa đơn "Here's to Never Growing Up" năm 2013. "Bite Me" ra mắt ở vị trí thứ 31 trên bảng xếp hạng Billboard Alternative Airplay của Hoa Kỳ và sau đó vươn lên vị trí cao nhất là 23.
Tại Hungary, "Bite Me" ra mắt ở vị trí thứ 25 trên bảng xếp hạng Single Top 40. Tại Ireland, bài hát ra mắt ở vị trí thứ 87 trên bảng xếp hạng của Hiệp hội Công nghiệp Ghi âm Ireland. Tại Nhật Bản, bài hát ra mắt ở vị trí thứ 18 trên bảng xếp hạng Billboard Japan Hot Overseas và vị trí thứ 56 trên bảng xếp hạng Billboard Japan Download Songs. Tại New Zealand, bài hát đã lọt vào bảng xếp hạng New Zealand Hot Singles của RMNZ ở vị trí thứ 19.

## Video âm nhạc
Video âm nhạc cua "Bite Me" do Hannah Lux Davis đạo diễn được phát hành vào ngày 12 tháng 11 năm 2021. Video ra mắt ở vị trí thứ năm trên bảng xếp hạng Top 20 video âm nhạc của Myx International.
Video cho phiên bản Acoustic Version do Mod Sun và Charlie Zwick đạo diễn, được đăng tải vào ngày 17 tháng 12 năm 2021 với sự tham gia của John Feldmann cùng người vợ Amy trong vai bác sĩ và y tá. Trong video, Lavigne đến phòng khám nha khoa và nhổ tất cả những chiếc răng của bệnh nhân rồi sau đó đan lại thành vòng cổ.

## Biểu diễn trực tiếp
Lavigne biểu diễn "Bite Me" lần đầu tiên trên The Late Late Show with James Corden vào ngày 10 tháng 11 năm 2021 cùng với tay trống Travis Barker của Blink-182. Lavigne cũng đã thực hiện một cuộc phỏng vấn với Corden về đĩa đơn mới "Bite Me", album phòng thu thứ bảy sắp ra mắt và chuyến lưu diễn vào năm 2022 của cô. Ngày 23 tháng 11 năm 2021, cô biểu diễn bài hát trong chương trình The Tonight Show Starring Jimmy Fallon. Ngày 30 tháng 11 năm 2021, Lavigne biểu diễn đĩa đơn trên The Ellen DeGeneres Show với tay trống Travis Barker – đây là lần đầu tiên cô xuất hiện trên chương trình này kể từ năm 2007. Ngày 31 tháng 12 năm 2021, Lavigne biểu diễn đĩa đơn trong bữa tiệc Dick Clark's New Year's Rockin' Eve. Ngày 16 tháng 1 năm 2022, Lavigne biểu diễn "Bite Me" trong buổi biểu diễn bất ngờ tại lễ hội iHeart Alter Ego, cùng với ba bài hát "Girlfriend", "My Happy Ending" và "Sk8er Boi". Lavigne cũng đã biểu diễn đĩa đơn này trên chương trình truyền hình Nhật Bản Music Station vào ngày 11 tháng 2 năm 2022.

## Xếp hạng
| Bảng xếp hạng (2021–2022)                         | Vị trí xếp hạng cao nhất |
| ------------------------------------------------- | ------------------------ |
| Canada (Canadian Hot 100)                         | 63                       |
| Canada CHR/Top 40 (Billboard)                     | 46                       |
| Canada Hot AC (Billboard)                         | 46                       |
| Cộng hòa Séc (Rádio Top 100)                      | 25                       |
| Thế giới Global 200 (Billboard)                   | 133                      |
| Hungary (Single Top 40)                           | 25                       |
| Ireland (IRMA)                                    | 87                       |
| Japan Download Songs (Billboard Japan)            | 56                       |
| Japan Hot Overseas (Billboard Japan)              | 18                       |
| New Zealand Hot Singles (RMNZ)                    | 19                       |
| Philippines (MYX International Top 20)            | 5                        |
| Philippines (MYX Hit Chart)                       | 15                       |
| Anh Quốc (OCC)                                    | 61                       |
| Hoa Kỳ Bubbling Under Hot 100 Singles (Billboard) | 20                       |
| Hoa Kỳ Digital Song Sales (Billboard)             | 22                       |
| Hoa Kỳ Hot Rock Songs (Billboard)                 | 13                       |

## Chứng nhận
| Quốc gia                                                    | Chứng nhận | Số đơn vị/doanh số chứng nhận |
| ----------------------------------------------------------- | ---------- | ----------------------------- |
| Canada (Music Canada)                                       | Gold       | 40.000‡                       |
| ‡ Chứng nhận dựa theo doanh số tiêu thụ và phát trực tuyến. |            |                               |

## Lịch sử phát hành
| Quốc gia       | Date                 | Định dạng                       | Phiên bản | Hãng đĩa    | Nguồn  |
| -------------- | -------------------- | ------------------------------- | --------- | ----------- | ------ |
| Nhiều quốc gia | 10 tháng 11 năm 2021 | Tải nhạc số streaming           | Gốc       | DTA Elektra | [ 73 ] |
| Hoa Kỳ         | 16 tháng 11 năm 2021 | Đài phát thanh nhạc alternative | Gốc       | DTA Elektra | [ 25 ] |
| Ý              | 26 tháng 11 năm 2021 | Đài phát thanh airplay          | Gốc       | Warner      | [ 74 ] |
| Nhiều quốc gia | 17 tháng 12 năm 2021 | Tải nhạc số streaming           | Acoustic  | DTA Elektra | [ 75 ] |